# Ciosny (wieś w powiecie zgierskim)
Ciosny – wieś w Polsce położona w województwie łódzkim, w powiecie zgierskim, w gminie Zgierz. 
Wieś kustosza kapituły kolegiaty łęczyckiej w powiecie łęczyckim województwa łęczyckiego w końcu XVI wieku. W latach 1975–1998 miejscowość należała administracyjnie do ówczesnego województwa łódzkiego.
W pobliżu miejscowości znajduje się Miejsce Obsługi Podróżnych (MOP Ciosny) dla jadących autostradą A2 w kierunku Poznania i Warszawy. 

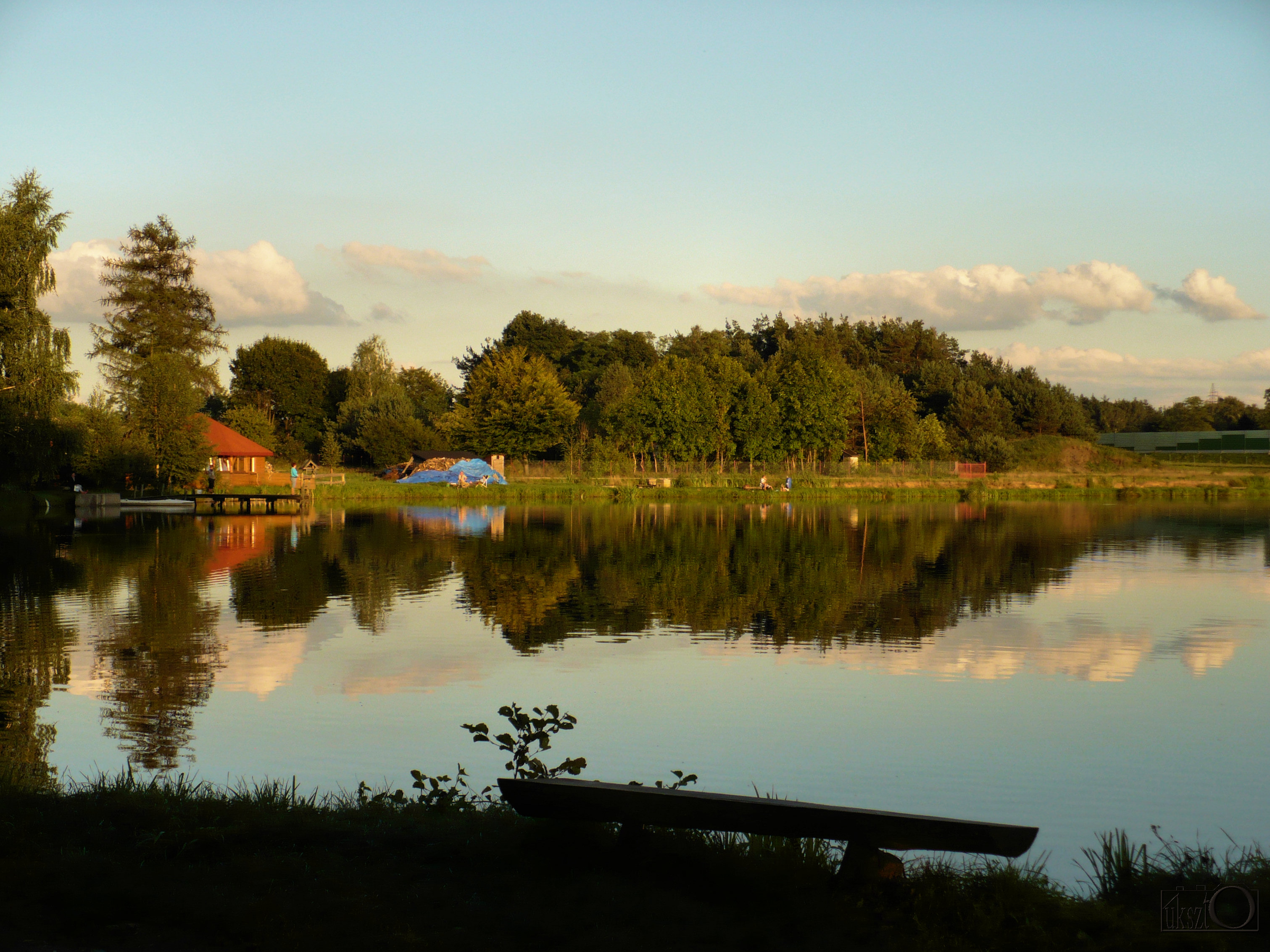

## Historia
Nazwa Ciosen (a także gwarowo Ciosnów) może wywodzić się od słów ciosno lub ciosna czyli coś zaciosanego np. słupek graniczny. Inna wersja czezne czyli wypalone, spalone. Prawdopodobnie na przestrzeni istnienia nazwa wsi się zmieniała i brzmiała: Czosny, Czyosny, Cziosny. Historia osadnictwa w tym rejonie sięga – na podstawie znalezisk archeologicznych – najstarszej epoki kamienia (paleolitu) tj. IX tysiąclecia p.n.e. i trwa nieprzerwanie do dziś. W XII pojawiła się wzmianka historyczna o odstąpieniu Ciosen przez ich dziedziców (Bolesta i Mściszka) instytucji kościelnej ówczesnego powiatu łęczyckiego. Natomiast w XVIII właścicielem Ciosen i innych okolicznych włości był Franciszek Wilkanowski. Wieś Ciosny do niedawna składała się z kilku wiosek m.in.: Ciosny Stare, Ciosny Folwark, Ciosny Sady, Ciosny Nowe, Ciosny Parcela i Ciosny Kolonia. Te ostatnie wcielone zostały do wsi Rosanów. Nad przepływającą przez wieś strugą Ciosenką od XVI istniał młyn wodny, a przed I wojną św. postawiono już młyn murowany, wiele razy  przebudowywany stoi do dziś. Tuż za wschodnią granicą Ciosen w 1918 wybudowano pierwszą w powiecie powojenną szkołę (rozebrana w 2015 r.). Mimo że stoi na gruntach wsi Dzierżązna ściśle jest związana z Ciosnami. Szkolnictwo w Ciosnach datuje się już od 1881 r. W latach 60. i 70. XX wieku prężnie działały tu organizacje młodzieżowe Związku Młodzieży Wiejskiej oraz Ludowego Zespołu Sportowego.